# Aldo C. Schellenberg
Aldo Carlo Schellenberg (Bülach, 9 settembre 1958) è un generale svizzero, attuale comandante delle Forze Aeree della Confederazione Elvetica.

## Biografia
Nel 1979 frequenta l'Università di Zurigo, laureandosi nel 1986 in economia. Dal conseguimento della laurea al 1991 è stato assistente presso l'Istituto di ricerca economica presso ateneo zurighese.

## Distinzioni
|  |  |  |
|  |  |  |

| Distintivi per 950 giorni di servizio | Pistola livello 1 | Fucile d’assalto livello 1 |
| Aiuto al camerata/difesa NBC          | Sport militare 1  | Impieghi in Svizzera       |